# Under dubbelgöken
Under dubbelgöken var Hasseåtages kortaste revy. Den pågick en timme vid lunch på Berns i Stockholm 1979–80. Namnet är en referens till marschen Under dubbelörnen.
Revyn var ovanligt partipolitiskt engagerad. Tage Danielsson lanserade sin mest kända monolog "Om sannolikhet" och Hasse Alfredson kommenterade partiledares bristande kunskaper om både mjölkpriser och kärnkraftens farlighet: "Det var det jävligaste. Det hade jag ingen aaaning om". Bägge nummer ska ses mot bakgrund av debatterna och folkomröstningen om kärnkraft som hölls i mars 1980. Revyn åstadkom inte seger för nejlinjen, vilket bägge hade kämpat för, men gav som bestående resultat att folkhumorn accepterade som ett faktum att Ingvar Carlsson "ser ut som en fot i ansiktet".
Revyn hade premiär den 17 oktober 1979.

## Revynummer (urval)
- Monologen Om sannolikhet med Tage Danielsson
- Monologen 2:15 för en liter mjölk! med Hasse Alfredson
- Robert Lind i Kramfors med Tage Danielsson och Hasse Alfredson
- Sången En glad amatör med Tage Danielsson
- Sången Fläska på med musik
- Sången Vi håller om varandra

- Lindeman-monologer
  - Fotbollstränare Bob Lindeman
  - Lindansare Raymond Lindeman
  - Punkrockare Trindeman Lindeman
  - Geolog Sten Lindeman
  - Fiskare Braxen Lindeman
  - Stugägare Kenneth Lindeman
  - Tefatsexpert Ufo Lindeman
  - Elev Nisse Lindeman
  - Parkföreståndare Gotthard Lindeman
  - Säsongsarbetare Lucifer Lindeman
  - Tjuven Bildsköne Lindeman
  - Kennelägare Kenne Lindeman
  - Droskägare Ivar Lindeman
  - Storslalomåkare Jean Claude Lindeman
  - Åsiktskonstnär Evald Lindeman
  - Spansk greve, Don José Lindeman
  - Hyresgäst E Lindeman
  - Dansk Balettmästare,Hans Christian Lindeman
  - Doktor Sigmund Lindeman
  - Drevkarl Hagbert Lindeman
  - Sedelföreståndare KosingLindeman
  - Influensaforskare Virus Lindeman
  - Tidsstudieman Urban Lindeman
  - Färjskeppare Karon Lindeman
  - Fiskare Siksten Lindeman
  - Julbordsexpert Baltzar Lindeman
  - Korvhandlare Gustav Adolf Lindeman
  - Spårvagnspassagerare Enok Emil Lindeman